# Tauscha
Tauscha ist ein Ortsteil der Gemeinde Thiendorf im äußersten Osten des Landkreises Meißen im Freistaat Sachsen. Die zuvor eigenständige Gemeinde ließ sich zum 1. Januar 2016 nach Thiendorf eingemeinden, wodurch die Verwaltungsgemeinschaft Thiendorf, der beide Gemeinden angehörten, aufgelöst wurde.

## Geographie und Verkehr

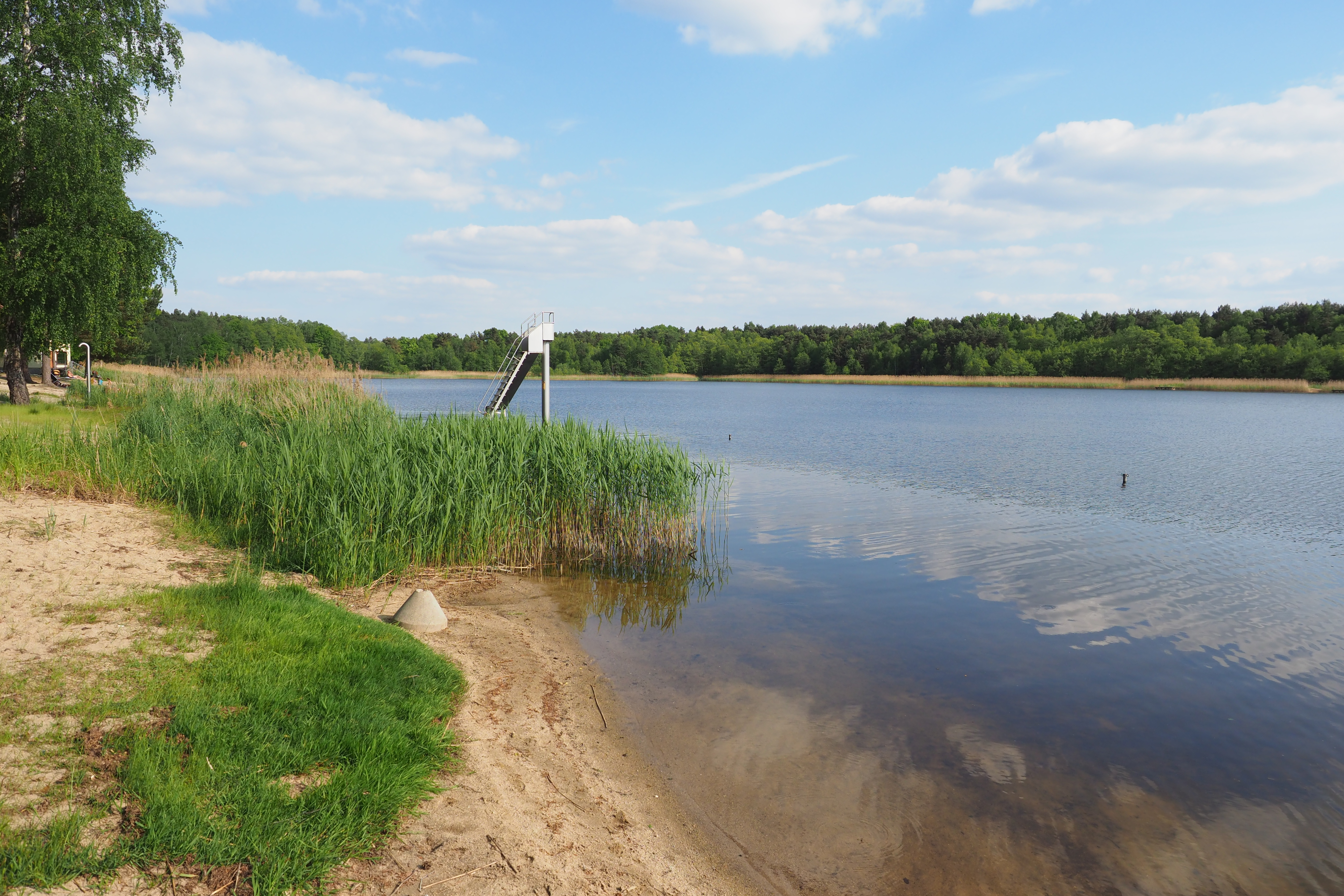
Brettmühlenteich

Tauscha liegt inmitten der Laußnitzer Heide. Die Nachbarstädte sind Radeburg (9 km) und Königsbrück (8 km). Die Landeshauptstadt Dresden liegt ca. (24 km) südlich des Ortsteils. Die B 98 verläuft nördlich und die B 97 östlich von Tauscha. Durch den Westen des Ortsgebietes führt die A 13. Diese ist über den Anschluss Thiendorf (ca. 7 km) zu erreichen. Beim Ortsteil Zschorna befindet sich der etwa 2 ha große See Großteich und der Brettmühlenteich mit anliegendem Campingplatz.

## Ortsgliederung
Zum Ortsteil Tauscha gehören die Ortsteile Tauscha-Anbau, Dobra, Kleinnaundorf, Würschnitz und Zschorna.

## Geschichte
Am 1. Januar 2016 wurde Tauscha in die Gemeinde Thiendorf eingegliedert.

## Politik
Seit der Gemeinderatswahl am 25. Mai 2014 verteilten sich die 10 Sitze des ehemaligen Gemeinderates folgendermaßen auf die einzelnen Gruppierungen:
- SV „Jahn“ Dobra e. V. (SVD): 2 Sitze
- LSV 61 Tauscha e. V. (LSV): 2 Sitze
- Wählervereinigung Kleinnaundorf (WVK): 2 Sitze
- Wählervereinigung Würschnitz (WVW): 2 Sitze
- CDU: 1 Sitz
- Wählervereinigung für Tauscha (WVT): 1 Sitz

Hans-Ullrich Scheibe war bis zur Auflösung letzter Bürgermeister der Gemeinde.

## Sehenswürdigkeiten

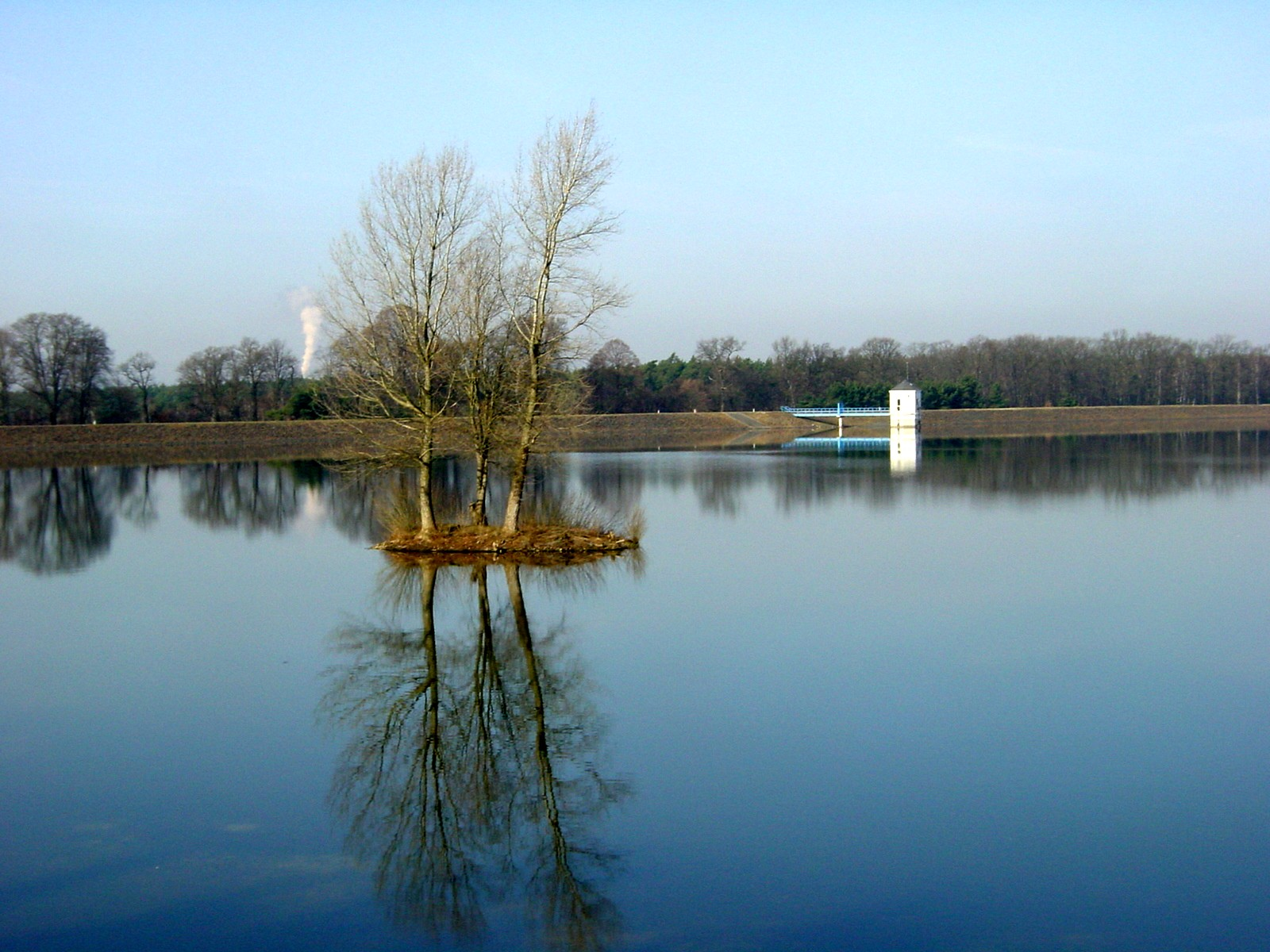
Großteich

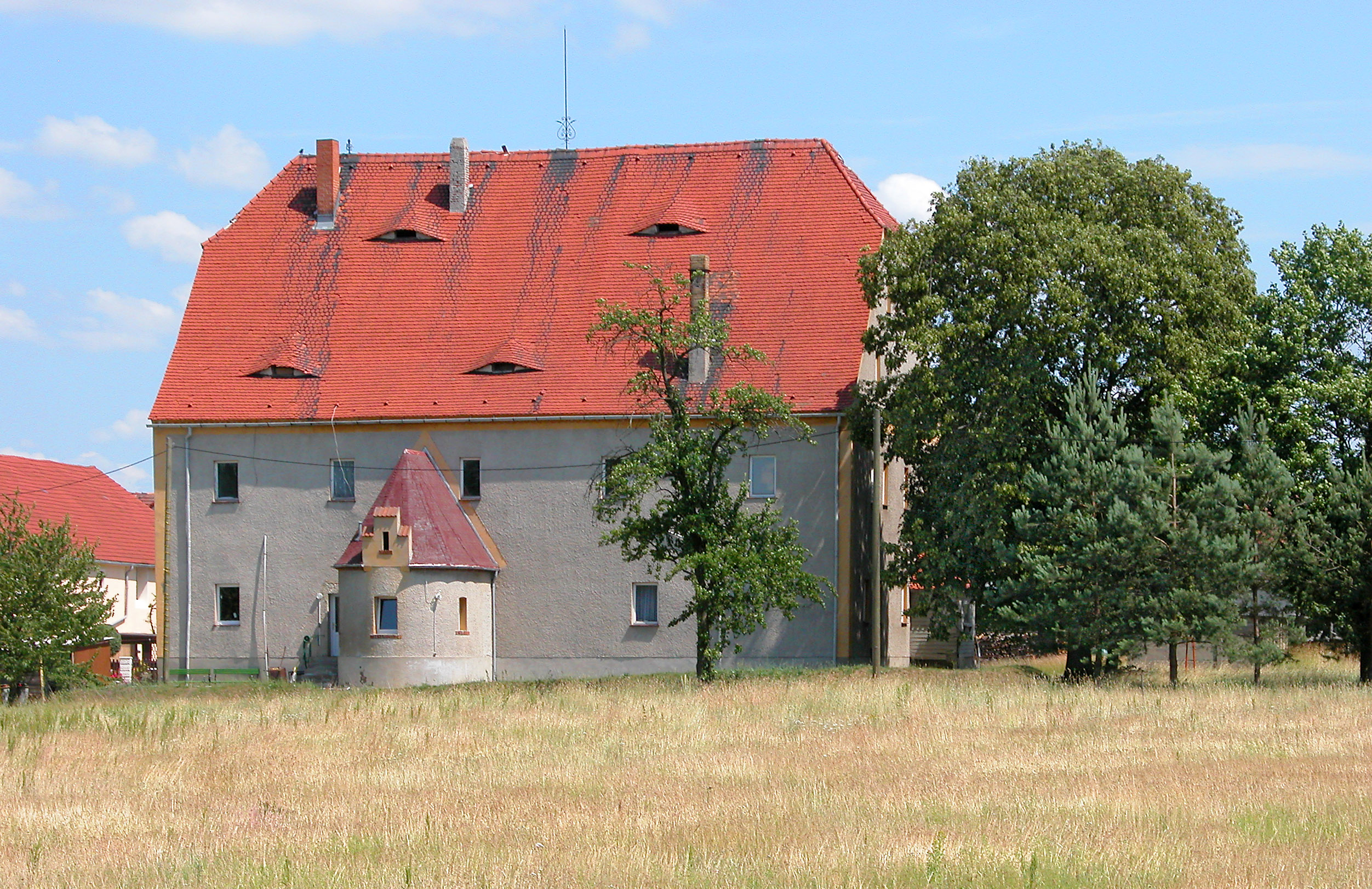
Herrenhaus des ehem. Ritterguts Tauscha

- Dorfkirche Tauscha
- Großteich
- Schwedenstein
- Herrenhaus Tauscha

## Söhne und Töchter des Ortes
- Wolf Dietrich von Beichlingen (1665–1725), kursächsischer Großkanzler und Oberhofmarschall, geboren in Zschorna
- Kurt Türke (1920–1984), Schriftsteller